# Luc Reychler

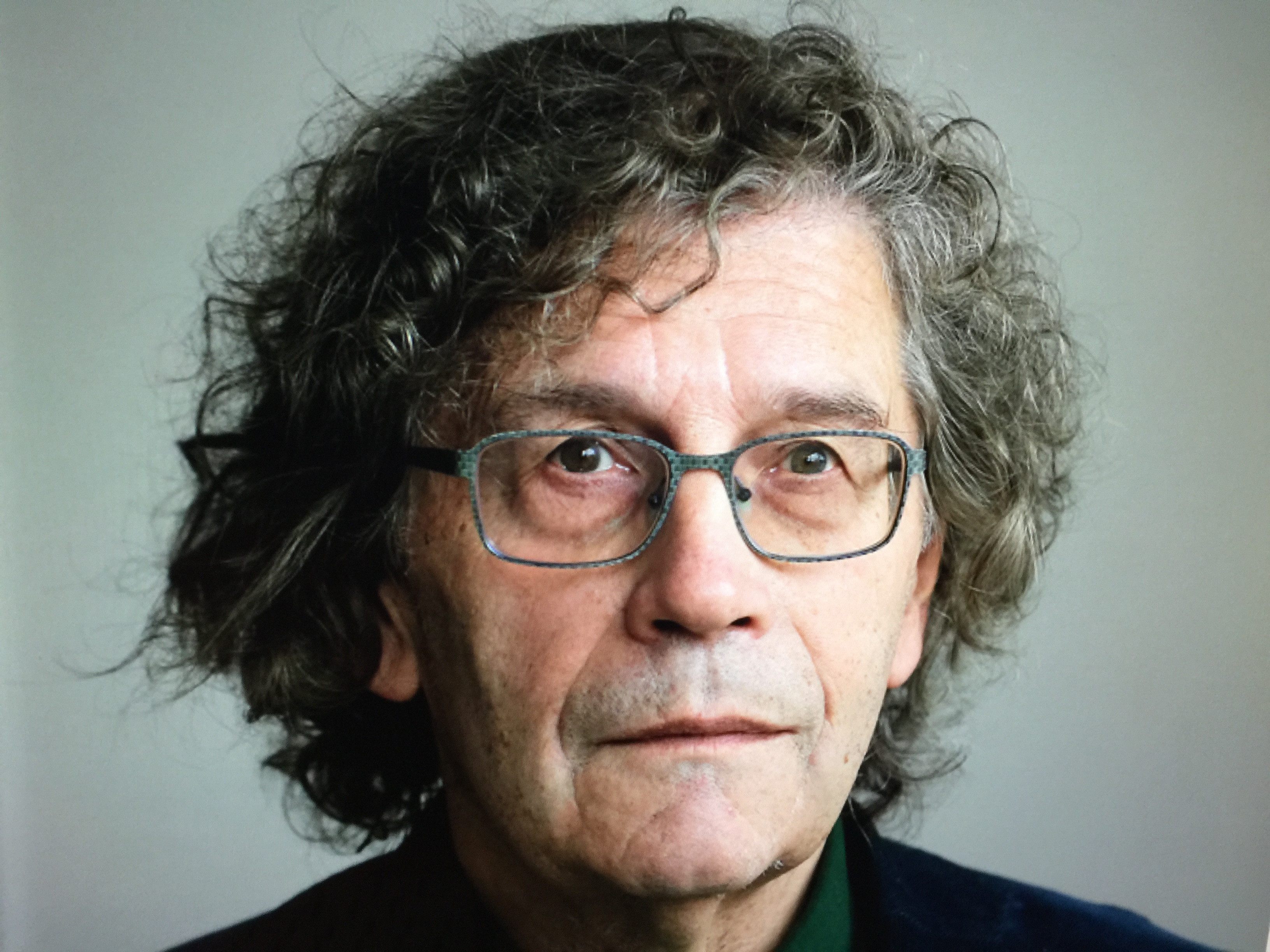
Luc Reychler

Luc E.H.G. Reychler (Eeklo, 30 december 1944) is een Belgische sociale en politieke wetenschapper.

## Jeugd en studies
Luc Reychler studeerde bedrijfspsychologie (magna cum laude) en forensische psychologie aan de Universiteit van Gent. Met een onderzoeksbeurs van de Royal Society verdiepte hij zich in internationale betrekkingen, diplomatieke wetenschappen, strategische studies aan de London School of Economics en de University College London. In de University of Oslo werd hij vertrouwd gemaakt met peace research. Aan de Harvard-universiteit, specialiseerde Luc Reychler zich in de politieke psychologie van internationale betrekkingen en conflicten, en promoveerde in 1976 met een PhD thesis over: ‘Patterns of diplomatic thinking: a cross national study of structural and social-psychological determinants’.
Zijn werk focust op de volgende thema’s
- De architectuur van duurzame vredesopbouw
- Integrale geweldanalyse
- Gedragswetenschappelijk- en existentieel begrijpen van conflictsituaties.
- De rol van tijd en temporament op de conflict- en vredesdynamiek.
- Anticiperen van de gevolgen van interventies op de transformatie van conflicten.
- Vredesonderhandelingen
- Diplomatie, diplomatiek denken en falend buitenlands beleid
- Intellectuele solidariteit

## Academische loopbaan
Luc Reychler werd gewoon hoogleraar ‘internationale betrekkingen’ aan de KULeuven. Hij doceerde vakken die verschillende deelgebieden van het internationaal gedrag belichten, zoals internationale organisatie, diplomatieke geschiedenis, instellingen en beleid van de Verenigde Staten, theorieën en methodologie van  internationale betrekkingen, strategie en machtsmiddelen, onderhandelen en bemiddelen, en vredesonderzoek. Hij was directeur van het ‘Centrum voor Vredesonderzoek en Strategische Studies’ (CVOS). Samen met collega’s van andere faculteiten werd een interfacultair Master in Conflict and Sustainable Peace (MaCSP) gecreëerd. Het Ma maakte deel uit van het European network of expertise (EDEN) in Peace and Conflict. Luc Reychler werd in 2004 tot 2008 verkozen als Secretaris-Generaal van het International Peace Research Association (IPRA). Luc Reychler was appointed to the UNESCO chair for Intellectual Solidarity and Sustainable Peace building. Om de opleiding vredesonderzoek te verrijken met praktijkervaring, werd een  vzw ‘Field diplomacy ‘gesticht. Reychler doceerde als gast-professor aan de Universiteiten van Boston, California-Irvine, Kent, Helsinki, Kyung Hee University in Seoul, ULBruxelles en Antwerpen.

## Huidige bezigheden
Luc Reychler maakt gebruik van zijn hervonden academische vrijheid om (a) een geactualiseerde synthese te maken van het onderzoek over de architectuur van duurzame vredesopbouw, (b) de cruciale rol van tijd en de omgang met tijd (temporament) in conflict en vredesprocessen te belichten, en (c) de rol van humor in het voor- en overkomen van diepgewortelde en gewelddadige conflicten te exploreren. Hij werd  voorzitter van de Ethische Commissie van  de  World Taekwondo federatie en ontwierp een educatief kaartspel over Olympisme, wereldburgerschap en vrede, voor jonge Taekwondo atleten, in vluchtelingenkampen. Zijn update over  duurzame vredesopbouw  wordt gepubliceerd in een artikel ‘The architecture of sustainable Peace, Encyclopedia of Violence, Peace and Conflict’ , 3rd Edition, 2022, Elsevier.
Hij woont in Binkom en heeft een zoon.

## Selectieve bibliografie
- Patterns of diplomatic thinking (1979) (ISBN 0-0304-6636-9)
- Directory guide of European security and defense research (1985) (ISBN 90-6186-164-0)
- In search of European security (1986) (ISBN 90 6186 210 8)
- European security beyond the year 2000 (1988) (ISBN 0-275-92625-7)
- Vredesonderzoek en internationale conflictbeheersing / Peace research and international conflictmanagement (1992) (D/1992/2785/1)
- Een onvoltooid beleid: Belgische buitenlandse en defensiepolitiek (1993) (ISBN 9-0289-1765-9)
- The art of conflict prevention (1994) (ISBN 1-8575-3105-1)
- Nieuwe muren: overleven in een andere wereld (1994) (ISBN 9-0618-6588-3)
- Een wereld veilig voor conflict: handboek voor vredesonderzoek (1995) (ISBN 9-0535-0332-3)
- De agressie voorbij: terreindiplomatie - Field diplomacy (1995) (ISBN 9-0546-6192-5)
- Democratic peace-building and conflict prevention: the devil is in the transition (1999) (ISBN 9-0618-6985-4)
- Le défi de la paix au Burundi: Théorie et Pratique (1999) (ISBN 2-7384-7343-1)
- Peace building: a field guide (2001) (ISBN 1-5558-7912-8)
- De volgende genocide (2004) (ISBN 978-90-586-7426-5)
- Aid for peace: A guide to planning and evaluation for conflict zones (2009) (ISBN 978-3-8329-2582-6)
- RD Congo Pays de l'avenir: Construisons ensemble une paix durable pour un meilleur destin (Positive prospects: Building sustainable peace together) (2010) ISBN 978-90-75376-55-5 / ISBN 978-90-75376-56-2
- Time for peace: the essential role of time in conflict and peace processes. (Brisbane: University of Queensland Press, Australia, 2015) (ISBN 9780702253379)
- Luc Reychler: A pioneer in Sustainable Peacebuilding Architecture (2020), Springer, Switzerland. (ISSN 2509-5579, ISSN 2509-5587). Dit boek geeft een gedetailleerd overzicht van de loopbaan, het vredesdenken en de publicaties van Luc Reychler.